# بازسازی آلمان

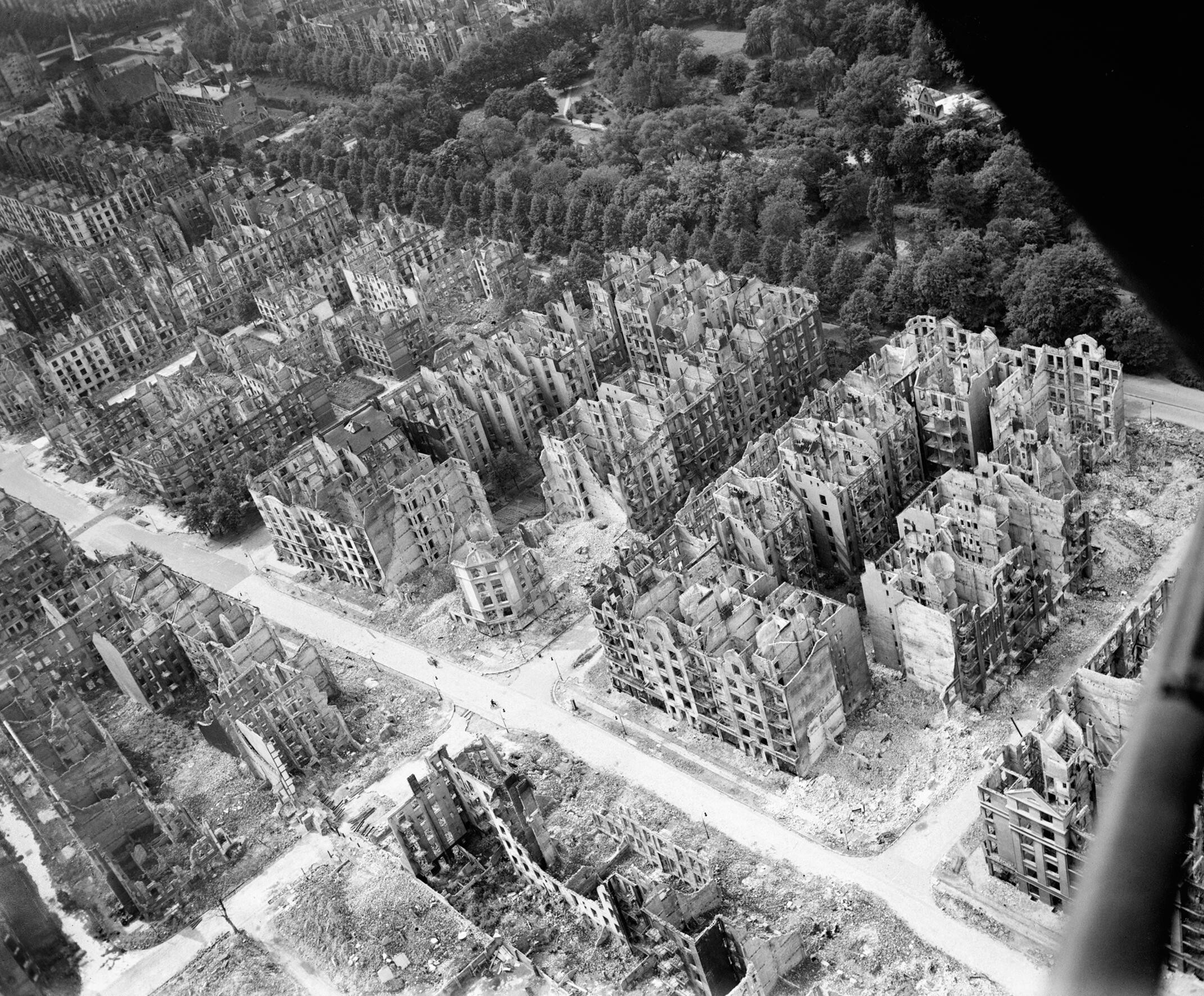
بیشتر شهرستان‌های آلمان آسیب گسترده‌ای بر اثر بمب‌های دوران جنگ دیده بودند.

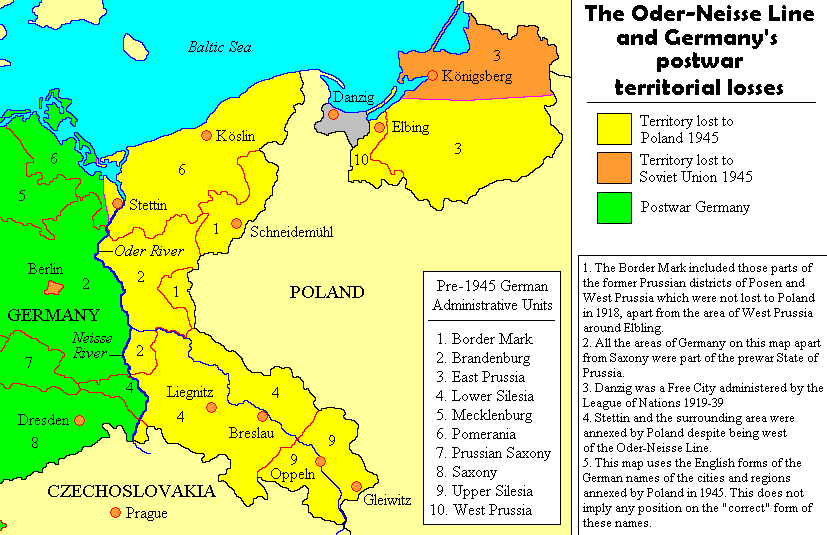
نقشه مرز اودر-نایسه قبل از جنگ که از قلمروهای آلمان بود، بعد از جنگ به لهستان و اتحاد جماهیر شوروی واگذار شد. (برای بزرگنمایی کلیک کنید)

بازسازی آلمان پس از جنگ جهانی دوم یک فرایند طولانی بود. آلمان در طول جنگ متحمل خسارات سنگینی از نظر سطح زندگی افراد و هچنین از نظر صنعتی شد. آمار نشان می‌دهد که حدود ۶٫۹ تا ۷٫۵ میلیون آلمانی در جنگ کشته شده‌اند که شامل تقریباً ۸٫۲۶ تا ۸٫۸۶ درصد جمعیت می‌شود. شهرستان‌های آلمان به شدت به دلیل بمب‌های سنگین در فصل پایانی جنگ آسیب دیدند و تولید محصولات کشاورزی تنها ۳۵ درصد از آنچه در قبل از جنگ وجود داشت، باقی ماند.
در کنفرانس پوتسدام، متفقین پیروز، حدود ۲۵ درصد از خاک آنشلوس آلمان را به لهستان و اتحاد جماهیر شوروی واگذار کردند. مردم آلمان که در این منطقه زندگی می‌کردند به همراه آلمانی‌هایی که در زودتنلند و جمعیت‌های پراکنده در سراسر شرق اروپا به منطقه آلمان؛ بنابراین تراکم جمعیت در «آلمان جدید» که پس از تجزیه باقی مانده بود، افزایش یافت.
در توافق پوتسدام، تلاش بر این بود که آلمان را به یک ملت شبانی و کشاورزی تبدیل کنند. بسیاری از کارخانه‌ها به عنوان غرامت برداشته شد یا به سادگی از بین برده شد. همچنین میلیون‌ها نفر از زندانیان جنگی آلمانی برای چندین سال به عنوان کارگر در اردوگاه‌های کار اجباری توسط متفقین غربی و اتحاد جماهیر شوروی به کار گرفته شده بودند.
بلافاصله پس از تسلیم آلمان، بعد از دو سال ایالات متحده یک برنامه قوی برای برداشتن تمام دانش فنی و علمی و همچنین تمام اختراعات ثبت شده در آلمان را دنبال کرد. جان جیمبل در کتاب خود، با نام «استثمار و غارت در آلمان پس از جنگ» می‌نویسد: غرامت گرفته شده توسط ایالات متحده و بریتانیا مبلغی نزدیک به ۱۰ میلیارد دلار، معادل حدود ۱۰۰ میلیارد دلار در سال ۲۰۰۶ بوده‌است.
در سال ۱۹۴۵، نیروهای متفقین به شدت در از بین بردن نفوذ نازی از آلمان تلاش می‌کردند که این فرایند را «نازی زدایی» نام گذاشتند.
از اواسط سال ۱۹۴۷، موفقیت در نازی زدایی و آغاز جنگ سرد به در نظر گرفتن سیاست‌های جدیدی منجر شد. اروپا و متحدان آن تصمیم به بهبود اقتصاد آلمان و در نتیجه بهبود اروپا گرفتند. به همین دلیل متفقین غربی با انکار دخالت آمریکا طبق بخشنامه JCS 1067 در ماه ژوئیه ۱۹۴۷ تصمیم به بهبود اقتصاد اروپا به کمک صنعت آلمان گرفتند. همچنین متفقین غربی برنامه‌ای برای اصلاح واحد پولی به منظورم متوقف کردن تورم ایجاد کردند. این برنامه برای کمک به اقتصاد آلمان ممنوع شده بود و اجرای آن نیز توسط یک دولت دست نشانده شوروی کنترل می‌شد.
در سال ۱۹۴۸، دویچه مارک به عنوان واحد پول در آلمان در نظر گرفته شد، که منجر به بهبود اقتصادی شد.
در سال ۱۹۴۷، طرح مارشال، که در ابتدا با نام «برنامه بازسازی اروپا» شناخته می‌شد، آغاز شد. این برنامه باعث شد که در سال‌های ۱۹۴۷–۱۹۵۲، حدود ۱۳ میلیارد دلار کمک‌های اقتصادی و فنی که معادل آن در سال ۲۰۰۶ حدود ۱۳۰ میلیارد دلار می‌شود به غرب اروپا اختصاص داده شود. در سال ۱۹۴۹–۱۹۵۲ آلمان غربی دریافت وامی بالغ بر ۱٫۴۵ میلیارد دلار معادل حدود ۱۴٫۵ میلیارد دلار در سال ۲۰۰۶ نیز به کمک همین برنامه دریافت کرد.
این کشور پس از آن، با صادرات محصولات محلی، کاهش نرخ بیکاری، افزایش تولید مواد غذایی، و کاهش بازار سیاه شروع به بهبود آهسته اما پیوستهٔ استاندارد زندگی کرد.
در سال ۱۹۵۰، بریتانیا و فرانسه توانستند از تخریب صنایع بزرگ آلمان توسط ایالات متحده جلوگیری کنند. در اواسط سال ۱۹۵۰، نرخ بیکاری در آلمان آنقدر کم شده بود که منجر به هجوم مهاجران ترکیه برای کار شد. اقتصاد آلمان همچنان رو به بهبود بود تا زمانی که در سال ۱۹۷۳ وارد بحران نفتی شد. [۱]

## نقاط عطف توانبخشی
- انکار سیاست طرح مورگنتا در آلمان در سال ۱۹۴۶ توسط وزیر امور خارجه آمریکا.[۸]
- در ۱۹۴۷، JCS 1067 لغو شد.[۹]
- در سال ۱۹۴۸، دویچه مارک به عنوان واحد پول در آلمان در نظر گرفته شد، که منجر به بهبود اقتصادی شد.
- در سال ۱۹۴۹ طرح مارشال گسترش یافت و شامل آلمان غربی نیز شد.
- در سال ۱۹۵۰، از بین بردن صنایع سنگین آلمان غربی به پایان رسید.
- در سال ۱۹۵۵ اشغال نظامی آلمان غربی به پایان می‌رسد.
- ناتو که در سال ۱۹۴۸ تشکیل شده بود، در سال ۱۹۵۵ به آلمان غربی اجازهٔ پیوستن را داد.
- در سال ۱۹۵۷ پیوستن زارلاند به آلمان غربی.
- در سال ۱۹۵۷، آلمان غربی یکی از کشورهای مؤسس جامعه اقتصادی اروپا بود.
- در سال ۱۹۷۳ آلمان غربی به سازمان ملل متحد (تشکیل شده در سال ۱۹۴۵) پیوست..
- در سال ۱۹۹۱، پس امضای پیمان و حل و فصل نهایی اجازه تشکیل یک آلمان متحد و مستقل داده شد.